# Jo Siffert
Joseph „Jo” Siffert (ur. 7 lipca 1936 we Fryburgu, zm. 24 października 1971 roku na torze Brands Hatch) – szwajcarski motocyklista i kierowca wyścigowy. Znany również pod przydomkiem Seppi.

## Kariera
Karierę rozpoczął w wyścigach motocyklowych. W 1959 roku został mistrzem Szwajcarii w klasie 350 cm³, po czym zmienił upodobania i zaczął ścigać się na czterech kółkach. Po dwóch latach spędzonych w Formule Junior, zadebiutował w Formule 1 w prywatnie wystawionym Lotusie.
W 1964 roku przeniósł się do prywatnego zespołu Roba Walkera. Sześcioletnia współpraca zaowocowała m.in. zwycięstwem podczas deszczowej Grand Prix Wielkiej Brytanii na torze Brands Hatch w 1968 roku.
Równolegle z Formułą 1 występował w wyścigach długodystansowych samochodów sportowych, gdzie zresztą odnosił większe sukcesy. Jako fabryczny kierowca Porsche zwyciężył m.in. w 12 Godzinach Sebring oraz 24 Godzinach Daytony, a także Targa Florio. Jego partnerami byli zwykle Brian Redman lub Pedro Rodriguez.
W 1970 roku po wycofaniu się ekipy Roba Walkera z F1, dzięki wsparciu Porsche, przeniósł się do fabrycznego zespołu March, lecz samochód był bardzo awaryjny, a Siffert nie zdobył ani jednego punktu. W kolejnym sezonie reprezentował już barwy BRM. Podczas Grand Prix Austrii na torze Österreichring odniósł swoje drugie zwycięstwo w F1. W końcowej punktacji sezonu zajął piąte miejsce (obok rezultatu z sezonu 1969 najwyższe w karierze).
Ogółem w swojej karierze, w latach 1962–1971 wystąpił w 96 wyścigach, odniósł dwa zwycięstwa, również dwa razy wywalczył pole position.
Zginął podczas niezaliczanego do punktacji mistrzostw F1 i zarazem kończącego sezon 1971 wyścigu na torze Brands Hatch. Na 16. okrążeniu w BRM prowadzonym przez Sifferta złamało się zawieszenie. W efekcie samochód wypadł z toru w zakręcie Hawthorn’s Bend, odbił się w zagłębieniu pobocza i stanął w płomieniach. Jak się okazało, Siffert doznał jedynie złamania nogi, lecz nie był w stanie opuścić wraku o własnych siłach. Ponieważ żadna z gaśnic w tym punkcie toru nie działała, kierowcę wyciągnięto z wraku dopiero po kilkunastu minutach. W międzyczasie Siffert uległ zatruciu tlenkiem węgla, co było bezpośrednią przyczyną jego śmierci.
W 2005 roku na rynku ukazał się film dokumentalny autorstwa Mena Lareidy pt. Jo Siffert – Live Fast, Die Young.